# Alloperla neglecta
Alloperla neglecta är en bäcksländeart som beskrevs av Theodore Henry Frison 1935. Alloperla neglecta ingår i släktet Alloperla och familjen blekbäcksländor. Inga underarter finns listade i Catalogue of Life.